# Просвітлення
Просвітлення – використовуваний у релігійному значенні, перекладає кілька буддійських термінів і понять, зокрема бодгі,  кеншо та саторі. Спорідненими термінами з азійських релігій є кайвалья та мокша (звільнення) в індуїзмі, кевала джнана в джайнізмі та ушта в зороастризмі.
У християнстві слово «просвітлення» вживається рідко, за винятком позначення епохи Просвітництва та її впливу на християнство. Приблизно еквівалентними термінами в християнстві можуть бути Божественне освітлення, кенозис, метаноя, одкровення, спасіння, теосис і навернення.
Переніалісти та універсалісти розглядають просвітлення та містицизм як еквівалентні терміни релігійного чи духовного розуміння.

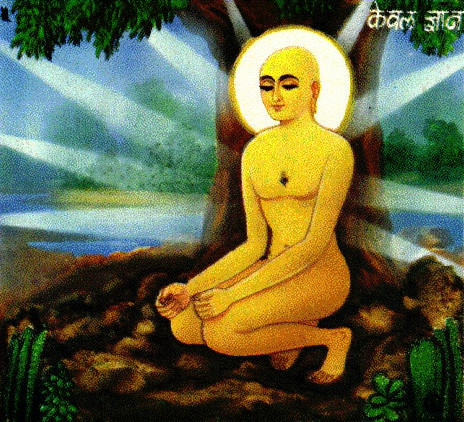
Господь Махавіра досягає просвітлення.

## Азійські культури та релігії

### Буддизм
Англійський термін «просвітлення» є західним перекладом абстрактного іменника bodhi, знання або мудрість, або пробуджений інтелект Будди.  Дієслівний корінь budh- означає «пробудити», а його буквальне значення ближче до «пробудження». Хоча його найпоширеніше використання в контексті буддизму, термін буддхі також використовується в інших індійських філософіях і традиціях. Термін «просвітлення» був популяризований у західному світі через переклади Макса Мюллера в 19 столітті. Воно має західний відтінок раптового проникнення в трансцендентну істину чи реальність.
Термін також використовується для перекладу кількох інших буддійських термінів і понять, які використовуються для позначення проникнення ( праджня, кеншо та саторі);  знання (vidhya); «видування» (Нірвана) тривожних емоцій і бажань і наступна свобода або звільнення ( вімутті); і досягнення стану Будди, прикладом якого є Гаутама Будда.

### Індуїзм
В індійських релігіях мокша (санскрит: मोक्ष mokṣa IAST; звільнення) або мукті (санскрит: मुक्ति; звільнення — обидва від кореня muc IAST «випустити, відпустити») — це остаточне вивільнення душі або свідомості (пуруша) із сансари та припинення всіх страждань, пов’язаних із циклом повторюваної смерті. і переродження (реінкарнація).

#### Адвайта Веданта
Адвайта Веданта (IAST Advaita Vedānta IAST; санскрит: अद्वैत वेदान्त [ɐdʋaitɐ ʋeːdaːntɐ]) — це філософська концепція, згідно з якою послідовники прагнуть звільнення через визнання ідентичності Я (Атман) і Цілого (Брахман) через тривалу підготовку та навчання, як правило, під керівництвом гуру, що передбачає такі зусилля, як знання Писань, відмова від мирської діяльності та спонукання до безпосереднього досвіду ідентичності. Виникла в Індії до 788 року нашої ери, адвайта-веданта широко вважається найвпливовішою і найдомінантнішою підшкілою індуїстської школи Веданти (буквально, кінець або мета Вед, санскрит). філософія. Іншими основними підшкілами Веданти є Viśishṭādvaita IAST та Двайта; тоді як другорядні включають Suddhadvaita, Dvaitadvaita та Ачінт'я-бгеда-абгеда.
Адвайта (буквально, недуальність) — це система мислення, де «Адвайта» відноситься до тотожності Я (Атман) і Цілого (Брахман). Визнання цієї ідентичності веде до звільнення. Досягнення цього звільнення нібито потребує тривалої підготовки та навчання під керівництвом гуру, однак Рамана Махарші назвав свій досвід смерті акрама мукті, «раптове звільнення», на відміну від крама мукті, «поступове звільнення», як на шляху Веданти Джнани йога.
Ключовими вихідними текстами для всіх шкіл Веданти є Прастханатраї — канонічні тексти, що складаються з Упанішад, Бхагавад Гіти та Брахма-сутр. Першою людиною, яка чітко закріпила принципи Адвайта-Веданти, був Шанкара Бхагавадпада, тоді як першим історичним прихильником був Гаудапада, гуру гуру Шанкари, Говінда Бхагаватпада.
Шанкара систематизував праці попередніх філософів. Його система Веданти представила метод наукової екзегези прийнятої метафізики Упанішад. Цей стиль був прийнятий усіма пізнішими школами Веданти. 

Синтез Адвайта-Веданти, зроблений Шанкарою, коротко викладено в цій цитаті з Vivekacūḍāmaṇi IAST, однієї з його Prakaraṇa graṃthas IAST (філософських трактатів): 
У половині куплета я викладаю те, що було викладено мільйонами текстів;

 тобто лише Брахман реальний, світ є mithyā (не існує окремо),

 і індивідуальне «я» не відрізняється від Брахмана 

#### Неоведанта
У 19 столітті Вівекананда відіграв важливу роль у відродженні індуїзму та поширенні Адвайта-Веданти на Захід через Місію Рамакрішни. Його інтерпретація Адвайта Веданти була названа «Неоведантою».
У доповіді на тему «Абсолют і прояв», виголошеній у Лондоні в 1896 році, Свамі Вівекананда сказав:
Я можу взяти на себе сміливість сказати, що єдиною релігією, яка погоджується з сучасними дослідниками і навіть йде трохи далі, ніж у фізичному та моральному аспектах, є Адвайта, і саме тому вона так приваблює сучасних учених. Вони виявляють, що старих дуалістичних теорій їм недостатньо, не задовольняють їхніх потреб. Людина повинна мати не тільки віру, але й інтелектуальну віру».
Вівекананда наголошував на самадхі як на засобі досягнення звільнення. Однак цього наголосу не можна знайти ні в Упанішадах, ні в Шанкарі. Для Шанкари медитація та Нірвікальпа Самадхі — це засоби отримання знання про вже існуючу єдність Брахмана й Атмана, а не сама найвища мета:
[Y]oga — це медитативна вправа відходу від окремого й ідентифікації з загальним, що веде до споглядання себе як найбільш універсального, а саме Свідомості. Цей підхід відрізняється від класичної йоги повного придушення думок.
Модернізацію Вівекенанди критикували:
Не ставлячи під сумнів право будь-якого філософа тлумачити Адвайту згідно з його власним розумінням, [...] процес вестернізації затьмарив ядро цієї школи думки. Основне співвідношення зречення та блаженства було втрачено з поля зору в спробах підкреслити когнітивну структуру та реалістичну структуру, які, згідно з Самкарачар’єю, мають одночасно належати до царства майї та становити її.

#### Нео-Адвайта
Нео-адвайта — це нова релігійна течія, заснована на сучасній західній інтерпретації Адвайта-Веданти, особливо на вченні Рамани Махарші. Нео-Адвайту критикують за відкидання традиційних передумов знання священних писань і «зречення як необхідної підготовки до шляху джнана-йога". Відомими вчителями неоадвайти є Г. В. Л. Пунджа, його учні Ганґаджі  Ендрю Коен , Мадхукар та Екхарт Толле.

#### Йога
Основним засобом досягнення мокші є практика йоги (санскрит, палі: योग , /ˈjəʊɡə/, yoga IAST), загальновідомий загальний термін для фізичних, розумових і духовних дисциплін, які виникли в стародавній Індії. Зокрема, йога є однією з шести астичних («ортодоксальних») шкіл індуїстської філософії. Різні традиції йоги зустрічаються в індуїзмі, буддизмі, джайнізмі та сикхізмі.

#### Джняна йога
Класична адвайта-веданта наголошує на шляху джняна-йоги, поступовому вивченні та навчанні для досягнення мокші. Він складається з чотирьох етапів: 
- Samanyasa або Sampatti s,[34] «чотирикратна дисципліна» (sādhana-catustaya), культивує такі чотири якості: [33] [web 10]
  - Nityānitya vastu viveka IAST (नित्यानित्य वस्तु विवेकम्) – здатність правильно розрізняти (viveka) між вічною (nitya) субстанцією (Брахман) і субстанцією (anya), яка є минущою.
  - Ihāmutrārtha phala bhoga virāga IAST (इहाऽमुत्रा फल फल भोगवि भोगवि भोगवि भोगवि भोगवि भोगवि भोगवि भोगवि भोगविнету) - відречення (virāga) насолоди об'єктів (artha phala bhoga) у цьому світі (iha) та інших світах (amutra), як небо тощо.
  - Śamādi ṣatka sampatti IAST (शमादि षट्क सम्पत्ति) – шість складових якостей,
    - Шама (контроль над antahkaraṇa IAST). [web 11]
    - Дама (контроль зовнішніх органів чуття).
    - Упараті (припинення роботи цих зовнішніх органів, настільки стриманих, від погоні за іншими об’єктами, крім цього, або це може означати відмову від приписаних робіт згідно з біблійними розпорядженнями). [35]
    - Titikṣa IAST (толерантність до tāpatraya IAST).
    - Śraddha IAST (віра в Гуру і Веди).
    - Samādhāna IAST (концентрація розуму на Богові та Гуру).

  - Mumukṣutva IAST (मुमुक्षुत्वम्) – тверде переконання, що природа світу – це нещастя, і сильна туга за мокшею (звільнення від циклу народжень і смертей).
- Шравана, слухаючи вчення мудреців з Упанішад і Адвайта-Веданти, а також вивчаючи тексти Веданти, такі як Сутри Брахми. На цьому етапі учень дізнається про реальність Брахмана та тотожність Атмана;
- Манана, стадія роздумів над вченням;
- Дх'яна, стадія медитації на істину «що є Ти».

#### Бгакті-йога
Шляхи бгакті-йоги і карма-йоги є допоміжними. У бгакті-йозі практика зосереджена на поклонінні Богу будь-яким способом і в будь-якій формі, як Крішна чи Айяппа. Сам Аді Шанкара був прихильником відданого поклоніння або Бгакті. Але Аді Шанкара вчив, що хоча ведичні жертвоприношення, пуджа та віддане поклоніння можуть вести людину в напрямку джнани (істинного знання), вони не можуть вести її безпосередньо до мокші. У кращому випадку вони можуть служити засобом отримання мокші через шукла гаті. 

#### Карма-йога
Карма-йога — це спосіб виконання наших обов’язків, нехтуючи особистими вигодами чи втратами. За словами Шрі Свамі Шивананди,
Карма-йога — це спосіб виконання наших обов’язків, нехтуючи особистими вигодами чи втратами. За словами Шрі Свамі Шивананди,
Карма-йога - це посвячення Господу всіх дій і їх плодів. Карма-йога — це виконання дій, які живуть у єдності з Божественним, усуваючи прихильність і залишаючись збалансованими в успіхах і невдачах.

Карма-йога - це безкорисливе служіння людству. Карма-йога — це йога дії, яка очищає серце і готує Антахкарану (серце і розум) до сприйняття Божественного Світла або досягнення Знання про Себя. Важливим моментом є те, що ви повинні будете служити людству без жодної прихильності та егоїзму.

### Джайнізм
Джайнізм ([ˈdʒeɪnɪzəm] ; санскр. जैनधर्म Jainadharma IAST, там. சமணம் Samaṇam, бенг. জৈনধর্ম Jainadharma IAST, тел. జైనమతం Jainamataṁ IAST, малаял. ജൈനമതം Джайнмат, каннада ಜೈನ ಧರ್ಮ Jaina dharma IAST) — індійська релігія, яка прописує шлях ненасильства по відношенню до всіх живих істот. Його філософія та практика наголошують на необхідності власних зусиль, щоб рухати душу до божественної свідомості та звільнення. Будь-яка душа, яка перемогла своїх внутрішніх ворогів і досягла стану вищої істоти, називається джіна («переможець» або «переможець»). Найвищий стан цих досконалих душ називається сиддха. Стародавні тексти також називають джайнізм шрамана дхармою (самостійністю) або «шляхом ніргантх » (тих, хто не має прихильностей чи відрази). У джайнізмі просвітлення називається «Кевал Г'ян», а той, хто його досяг, відомий як «Кевалін».
У джайнізмі найвища форма чистого знання, якого може досягти душа, називається Кевала Джнана (санскрит: केवलज्ञान) або Кевала Ṇāṇa (пракрит: केवल णाण). що означає «абсолютний або досконалий» і Jñāna, що означає «знання». Кевала — це стан ізоляції джіви від аджіви, досягнутий за допомогою аскетичних практик, які спалюють кармічні залишки, звільняючи людину від рабства циклу смерті та переродження. Таким чином, Кевала Джняна означає нескінченне знання про себе та не-я, досягнуте душею після знищення всіх карм гхатії. Душа, яка досягла цієї стадії, досягає мокші або звільнення в кінці свого життєвого циклу.
Кажуть, що Махавіра, 24-й трітханкара джайнізму, 12 років дотримувався суворої аскези, перш ніж досяг просвітлення.
Протягом тринадцятого року, у другому місяці літа, у четвертому двотижні, світло (два тижні) Вайсакхи, на його десятий день, коли тінь повернулася на схід і перша поминка закінчилася, у день, який називається Суврата , у Мухурті під назвою Вігая, за межами міста Грімбхікаграма на березі річки Ржупаліка, неподалік від старого храму, на полі домовласника Самаги, під деревом Сал, коли місяць був у з’єднанні з астеризмом Уттара Пхалгуні, (Поважний) у положенні навпочіпки зі з’єднаними п’ятами, виставляючи себе на жар сонця, після двох з половиною днів посту без пиття води, будучи зарученим у глибокій медитації досяг найвищого знання та інтуїції, що називається Кевала, яка є нескінченною, вищою, безперешкодною, безперешкодною, повною та повною.[джерело?]
Кевала Джняна є однією з п’яти головних подій у житті Тіртханкари, відома як Кевал Джняна Кальянака та вшановується всіма богами. Кажуть, що Кайвалю лорда Махавіри святкували напівбоги, які побудували для нього Самосарану або велике проповідницьке зібрання.

## Західне розуміння
У західному світі поняття просвітництва в релігійному контексті набуло романтичного значення. Воно стало синонімом самореалізації та справжнього Я, яке розглядається як субстанційна сутність, яка прикрита соціальною обумовленістю.

### Якпросвітництво
Використання західного слова « просвітлення » базується на передбачуваній схожості бодхі з Aufklärung, незалежному використанні розуму для розуміння справжньої природи нашого світу. Насправді з романтизмом більше, ніж з просвітництвом: наголос на почутті, на інтуїтивному проникненні, на істинній сутності поза межами видимого світу.

### Пробудження: історичний період відновлення інтересу до релігії
Еквівалентний термін «пробудження» також використовувався в християнському контексті,  а саме Великі пробудження, кілька періодів релігійного відродження в американській релігійній історії. Історики та богослови виділяють три або чотири хвилі посилення релігійного ентузіазму, що відбулися між початком XVIII і кінцем XIX століття. Кожне з цих «Великих пробуджень» характеризувалося широкими відродженнями, очолюваними євангельськими протестантськими служителями, різким зростанням інтересу до релігії, глибоким почуттям переконання та спокути з боку постраждалих, збільшенням членства в євангельських церквах і формуванням нових релігійних течій і конфесій.

### Освітлення
Інший еквівалентний термін — це Ілюмінізм, який також використовував Поль Дем’євіль у своїй праці «Дзеркало розуму », де він розрізняв «ilumination subie» і «ilumination graduelle». Ілюмінізм — це вчення, згідно з яким процес людського мислення потребує допомоги божественної благодаті. Це найдавніша та найвпливовіша альтернатива натуралізму в теорії розуму та епістемології. Це була важлива риса давньогрецької філософії, неоплатонізму, середньовічної філософії та, зокрема, ілюмінаційної школи ісламської філософії.
Августин був важливим прихильником ілюміналізму, стверджуючи, що всьому, що ми знаємо, навчає нас Бог, коли Він проливає Своє світло на світ, , кажучи, що «розум має бути просвітлений зовнішнім світлом, щоб він може брати участь в істині, тому що сама по собі природа істини не є. Ти запалиш світильник мій, Господи» і «Ти не чуєш від мене нічого правдивого, про що не сказав би мені спочатку» Версія ілюміналізму Августина полягає не в тому, що Бог дає нам певну інформацію, а радше дає нам зрозуміти правдивість інформації, яку ми отримали для себе.

### Романтизм і трансценденталізм
Цю романтичну ідею просвітлення як проникнення у позачасову, трансцендентну реальність популяризував особливо Д. Т. Сузукі.   Подальша популяризація відбулася завдяки працям Генріха Дюмулена. Дюмулен розглядав метафізику як вираження трансцендентної істини, яка, за його словами, була виражена буддизмом Махаяни, але не прагматичним аналізом найдавнішого буддизму, який наголошує на анатті. Це романтичне бачення також можна впізнати в роботах Кена Вілбера.
У найдавнішому буддизмі цей есенціалізм не впізнається. На думку критиків, це не дуже сприяє справжньому розумінню буддизму:
...більшість з них працює під старим кліше, що мета буддійського психологічного аналізу полягає в тому, щоб розкрити приховані таємниці людського розуму і таким чином сприяти розвитку трансцендентного стану свідомості поза межами лінгвістичного вираження.

### Досвід
Загальним посиланням у західній культурі є поняття « досвід просвітництва». Це поняття можна простежити до Вільяма Джеймса, який використав термін «релігійний досвід» у своїй книзі «Різновиди релігійного досвіду». Вейн Праудфут простежує коріння поняття «релігійний досвід» ще до німецького теолога Фрідріха Шлейєрмахера (1768–1834), який стверджував, що релігія базується на почутті нескінченного. Поняття «релігійний досвід» використовувалося Шлейєрмахером для захисту релігії від зростаючої наукової та світської критики.
Його популяризували трансценденталісти та експортували до Азії через місіонерів. Трансценденталізм розвинувся як реакція проти раціоналізму 18-го століття, філософії сенсуалізму Джона Локка та предестинаціонізму кальвінізму Нової Англії. По суті, це різноманітні різноманітні джерела, такі як індуїстські тексти, такі як Веди, Упанішади та Бгаґавад Гіта, різні релігії та німецький ідеалізм.
Він був прийнятий багатьма дослідниками релігії, серед яких Вільям Джеймс був найвпливовішим.

## Західна культура

### ВідСократадоПлатонізму
Діалоги Сократа та Платона обговорюють просвітлення, причому значну частину займає Республіка: алегорія печери.

### Християнство
Слово «просвітлення» зазвичай не використовується в християнському контексті для релігійного розуміння чи прозріння. У християнській традиції частіше вживаються такі терміни, як релігійне навернення та одкровення.
Льюїс Сперрі Чафер (1871–1952), один із засновників диспенсаціоналізму, використовує слово «ілюмінізм». «Просвітлені» християни поділяються на дві групи: ті, хто зазнав справжнього просвітлення (біблійного), і ті, хто зазнав фальшивого просвітлення (не від Святого Духа).

### Західна езотерика і містика
Західна та середземноморська культура має багаті традиції езотерики та містицизму. Вічна філософія, яка лежить в основі розуміння світу Нового часу, розглядає ці традиції як схожі на східні релігії, які спрямовані на пробудження/просвітлення та розвиток мудрості. Гіпотеза про те, що всі містичні традиції мають «спільне ядро» , є центральною для Нью-Ейдж, але її заперечують різні вчені, такі як Кац і Праудфут.

### Недуалізм
Популярне західне розуміння бачить «просвітлення» як «неподвійну свідомість», «первинне, природне усвідомлення без суб’єкта чи об’єкта» Він використовується як взаємозамінний з Neo-Advaita.
Ця неподвійна свідомість розглядається як спільний шар для різних релігій. У цьому підході поєднується кілька визначень або значень, що дає змогу визнати різні традиції такими, що мають однакову сутність. Згідно з Ренаром, багато форм релігії засновані на емпіричному або інтуїтивному розумінні «Реального».
Ця ідея недуальності як «центральної сутності» є частиною сучасного взаємного обміну та синтезу ідей між західними духовними та езотеричними традиціями та рухами азійського релігійного відродження та реформ. Західними попередниками є, серед іншого, Нью-Ейдж, синтез західної психології та азійської духовності Уілбера, ідея Вічної філософії та теософія . Східні впливи – індуїстські реформаторські рухи, такі як інтегральна йога Ауробіндо та неоведанта Вівекананди, рух віпассани та буддійський модернізм. По-справжньому синкретичним впливом є Ошо та рух Раджніша, гібрид східних і західних ідей і вчень, а також переважно західна група послідовників.

## Когнітивні аспекти

### Релігійний досвід як когнітивний конструкт
«Релігійні переживання» мають «доказову цінність», оскільки вони підтверджують специфічний світогляд того, хто переживає:
Цей досвід є «когнітивним» у тому, що нібито принаймні суб’єкт досвіду отримує надійне та точне уявлення про те, що, з точки зору релігії, є найважливішими характеристиками речей. Що стосується їхньої релігійної традиції, це найважливіше для них. Саме це робить їх «рятівними» або потужними для порятунку.

### Різні релігійні переживання
Янделл розрізняє різні «релігійні переживання» та відповідні їм доктринальні установки, які відрізняються за структурою та феноменологічним змістом, а також за «доказовою цінністю», яку вони представляють.  Янделл розрізняє п'ять видів: 
1. Величезний досвід – монотеїзм (єврейський, християнський, ведантський, суфійський іслам)[71]
2. Нірванічні переживання – буддизм[72], «згідно з яким людина бачить, що я є лише згустком швидкоплинних станів»[73]
3. Переживання Кевали[74] – джайнізм[67], «згідно з яким людина бачить себе як незнищенний суб’єкт досвіду»[67]
4. Переживання мокші[75] – індуїзм,[67] Брахман «або як космічна особа, або, зовсім інакше, як безякісний»[67]
5. Містичний досвід природи[74]

### Когнітивна наука
Різні філософи та вчені-когнітологи стверджують, що в мозку немає «справжнього я» або «маленької людини» (гомункулуса), який «дивиться шоу», і що свідомість є невід’ємною властивістю, яка виникає з різних модулів мозку в шляхи, які ще далекі від розуміння. Відповідно до Сьюзен Грінфілд, «я» можна розглядати як складову , тоді як Дуглас Р. Хофстадтер описує відчуття «Я» як результат когнітивного процесу.
[...] те, що ми називаємо «я» або «істота», є лише комбінацією фізичних і психічних агрегатів, які взаємозалежно працюють разом у потоці миттєвих змін у рамках закону причини та наслідку, і що немає нічого, постійний, вічний, незмінний і вічний у всьому існуванні.
З цією метою Парфіт назвав Будду «теоретиком першого пучка».

### Ентеогени
Кілька споживачів ентеогенів протягом століть заявляли про досвід духовного просвітлення з використанням цих речовин, їх використання та поширеність в історії добре зафіксовано та продовжується сьогодні. У наш час ми спостерігаємо підвищений інтерес до цих практик, наприклад, зростання інтересу до аяуаски. Психологічні ефекти цих речовин були предметом наукових досліджень, спрямованих на розуміння їх фізіологічної основи. Хоча ентеогени справді створюють проблиски вищих духовних станів, вони завжди тимчасові, згасаючи під впливом субстанції. Постійне просвітлення вимагає внесення постійних змін у вашу свідомість.

### Опубліковані джерела
- Aveling, Harry (1999), Osho Rajaneesh & His Disciples: Some Western Perceptions, Motilall Banarsidass
- Baptiste, Sherry (2011), Yoga with Weights for Dummies, ISBN 978-0-471-74937-0
- Berger, Peter L. (1990), The Sacred Canopy. Elements of a Sociological Theory of Religion, New York: Anchor Books
- Birdee, Gurjeet S. (2008), Characteristics of Yoga Users: Results of a National Survey. In: Journal of General Internal Medicine. Oct 2008, Volume 23 Issue 10. p.1653-1658
- Caplan, Mariana (2009), Eyes Wide Open: Cultivating Discernment on the Spiritual Path, Sounds True
- Carrette, Jeremy; King, Richard (2005), Selling Spirituality: The Silent Takeover of Religion (PDF), Routledge, ISBN 0203494873
- Carrithers, Michael (1983), The Forest Monks of Sri Lanka
- Chafer, Lewis Sperry (1993), Systematic Theology, т. 1 (вид. Reprint), Kregel Academic, ISBN 978-0-8254-2340-6
- Collinson, Diané; Wilkinson, Robert (1994), Thirty-Five Oriental Philosophers, Routledge, ISBN 0-415-02596-6
- Comans, Michael (January 1993), The Question of the Importance of Samadhi in Modern and Classical Advaita Vedanta, Philosophy East and West, 43 (1): 19—38, doi:10.2307/1399467, JSTOR 1399467
- Comans, Michael (2000), The Method of Early Advaita Vedānta: A Study of Gauḍapāda, Śaṅkara, Sureśvara, and Padmapāda, Delhi: Motilal Banarsidass
- Crick, Francis (1994), The Astonishing Hypothesis, New York: Macmillan Publishing Company
- Damasio, A. (2012), Self comes to mind: Constructing the Conscious Brain, Vintage
- Davis, Leesa S. (2010), Advaita Vedānta and Zen Buddhism: Deconstructive Modes of Spiritual Inquiry, Continuum International Publishing Group
- Demieville, Paul (1991), The Mirror of the Mind. In: Peter N. Gregory (editor) (1991), Sudden and Gradual. Approaches to Enlightenment in Chinese Thought, Delhi: Motilal Banarsidass Publishers Private Limited
- Dennett, Daniel C. (1992), Consciousness Explained, Allen Lane The Penguin Press
- Dense, Christian D. Von (1999), Philosophers and Religious Leaders, Greenwood Publishing Group
- Deutsch, Eliot (1988), Advaita Vedanta: A Philosophical Reconstruction, University of Hawaii Press, ISBN 0-88706-662-3
- Doshi, Manu Doshi (2007), Translation of Tattvarthasutra, Ahmedabad: Shrut Ratnakar
- Dumonlin, Heinrich (2000), A History of Zen Buddhism, New Delhi: Munshiram Manoharlal Publishers Pvt. Ltd.
- Dumoulin, Heinrich (2005a), Zen Buddhism: A History. Volume 1: India and China, World Wisdom Books, ISBN 978-0-941532-89-1
- Dumoulin, Heinrich (2005b), Zen Buddhism: A History. Volume 2: Japan, World Wisdom Books, ISBN 978-0-941532-90-7
- Fischer-Schreiber, Ingrid; Ehrhard, Franz-Karl; Diener, Michael S. (2008), Lexicon Boeddhisme. Wijsbegeerte, religie, psychologie, mystiek, cultuur en literatuur, Asoka
- Gleig, Ann Louise (2011), Enlightenment After the Enlightenment: American Transformations of Asian Contemplative Traditions, ProQuest 885589248
- Greenfield, Susan (2000), The Private Life of the Brain: Emotions, Consciousness, and the Secret of the Self, New York: John Wiley & Sons
- Hanegraaff, Wouter J. (1996), New Age Religion and Western Culture. Esotericism in the mirror of Secular Thought, Leiden/New York/Koln: E.J. Brill
- Hart, James D., ред. (1995), Transcendentalism. In: The Oxford Companion to American Literature, Oxford University Press
- Hofstadter, Douglas R. (2007), I Am a Strange Loop, Physics Today, Basic Books, 60 (10): 56, Bibcode:2007PhT....60j..56H, doi:10.1063/1.2800100
- Hood, Ralph W. (2001), Dimensions of Mystical Experiences: Empirical Studies and Psychological Links, Rodopi
- Hori, Victor Sogen (Winter 1994), Teaching and Learning in the Zen Rinzai Monastery (PDF), Journal of Japanese Studies, 20 (1): 5—35, doi:10.2307/132782, JSTOR 132782, архів оригіналу (PDF) за 25 жовтня 2019
- Hori, Victor Sogen (1999), Translating the Zen Phrase Book. In: Nanzan Bulletin 23 (1999) (PDF)
- Indich, William M. (1995), Consciousness in Advaita Vedānta, Banarsidass Publishers, ISBN 81-208-1251-4
- Jacobs, Alan (2004), Advaita and Western Neo-Advaita. In: The Mountain Path Journal, autumn 2004, pages 81-88, Ramanasramam, архів оригіналу за 18 травня 2015
- Kalupahana, David J. (1992), A history of Buddhist philosophy, Delhi: Motilal Banarsidass Publishers Private Limited
- Kapleau, Philip (1989), The Three Pillars of Zen, ISBN 978-0-385-26093-0
- Katz, Jerry (2007), One: Essential Writings on Nonduality, Sentient Publications
- King, Richard (2002), Orientalism and Religion: Post-Colonial Theory, India and "The Mystic East", Routledge
- Lardner Carmody, Denise; Carmody, John (1996), Serene Compassion, Oxford University Press US
- Larson, Gerald James (2008), The Encyclopedia of Indian Philosophies: Yoga: India's philosophy of meditation, Motilal Banarsidass, ISBN 978-81-208-3349-4
- Low, Albert (2006), Hakuin on Kensho. The Four Ways of Knowing, Boston & London: Shambhala
- Lucas, Phillip Charles (2011), When a Movement Is Not a Movement. Ramana Maharshi and Neo-Advaita in North America, Nova Religio, 15 (2): 93—114, doi:10.1525/nr.2011.15.2.93, JSTOR 10.1525/nr.2011.15.2.93
- Marek, David (2008), Dualität - Nondualität. Konzeptuelles und nichtkonzeptuelles Erkennen in Psychologie und buddhistischer Praxis (PDF)
- Madhukar (2006). The Simplest Way (вид. 2nd). Editions India. ISBN 978-8-18965804-5.
- McMahan, David L. (2008), The Making of Buddhist Modernism, Oxford: Oxford University Press, ISBN 9780195183276
- Mohr, Michel (2000), Emerging from Nonduality. Koan Practice in the Rinzai Tradition since Hakuin. In: steven Heine & Dale S. Wright (eds.)(2000), "The Koan. texts and Contexts in Zen Buddhism", Oxford: Oxford University Press
- Mukerji, Mādhava Bithika (1983), Neo-Vedanta and Modernity, Ashutosh Prakashan Sansthan
- Nakamura, Hajime (2004). A History of Early Vedanta Philosophy. Part Two. Delhi: Motilal Banarsidass Publishers Private Limited (Reprint of orig: 1950, Shoki No Vedanta Tetsugaku, Iwanami Shoten, Tokyo).
- Newland, Terry (1988), MIND IS A MYTH - Disquieting Conversations with the Man Called U.G., Post Betim: Dinesh Publications
- Ouspensky, P.D. (n.d.), In Search of the Miraculous
- Parfit, D. (1987), Divided minds and the nature of persons. In C. Blakemore and S. Greenfield (eds.) (1987), "Mindwaves". Oxford, Blackwell. Pages 19-26
- Porter, Roy (2001), The Enlightenment (вид. 2nd), ISBN 978-0-333-94505-6
- Puligandla, Ramakrishna (1997), Fundamentals of Indian Philosophy, New Delhi: D.K. Printworld (P) Ltd.
- Rahula, W. (1959), What the Buddha taught, London & New York: Gordon Fraser & Grove Press.
- Ramachandran, V. S. (2012), The Tell-Tale Brain: A Neuroscientist's Quest for What Makes Us Human, W. W. Norton & Company
- Rambachan, Anatanand (1994), The Limits of Scripture: Vivekananda's Reinterpretation of the Vedas, University of Hawaii Press
- Renard, Philip (2010), Non-Dualisme. De directe bevrijdingsweg, Cothen: Uitgeverij Juwelenschip
- Ruffin, J. Rixey (2007). A Paradise of Reason: William Bentley and Enlightenment Christianity in the Early Republic. Oxford University Press. ISBN 978-0-19532651-2.
- Samy, AMA (1998), Waarom kwam Bodhidharma naar het Westen? De ontmoeting van Zen met het Westen, Asoka: Asoka
- Sarbacker, Stuart Ray (2005), Samādhi: The Numinous and Cessative in Indo-Tibetan Yoga, SUNY Press
- Sekida, Katsuki (1985), Zen Training. Methods and Philosophy, New York, Tokyo: Weatherhill
- Sharf, Robert H. (1995b), Buddhist Modernism and the Rhetoric of Meditative Experience (PDF), NUMEN, 42 (3): 228—283, doi:10.1163/1568527952598549, hdl:2027.42/43810, архів оригіналу (PDF) за 12 квітня 2019, процитовано 28 жовтня 2012
- Sharf, Robert H. (1995c), Sanbokyodan. Zen and the Way of the New Religions (PDF), Japanese Journal of Religious Studies, 22 (3–4), doi:10.18874/jjrs.22.3-4.1995.417-458
- Sharf, Robert H. (2000), The Rhetoric of Experience and the Study of Religion (PDF), Journal of Consciousness Studies, 7 (11–12): 267—87, архів оригіналу (PDF) за 13 травня 2013, процитовано 28 жовтня 2012
- Swartz, James (2010), How to Attain Enlightenment: The Vision of Non-Duality, Sentient Publications
- Versluis, Arthur (2001), The Esoteric Origins of the American Renaissance, Oxford University Press
- Warder, A.K. (2000), Indian Buddhism, Delhi: Motilal Banarsidass Publishers
- Whicher, Ian (1998), The Integrity of the Yoga Darśana: A Reconsideration of Classical Yoga, SUNY Press, ISBN 978-0-7914-3815-2
- Wilber, Ken (1996), The Atman Project
- Wolfe, Robert (2009), Living Nonduality: Enlightenment Teachings of Self-Realization, Karina Library
- Wright, Dale S. (2000), Philosophical Meditations on Zen Buddhism, Cambridge: Cambridge University Press
- Yandell, Keith E. (1994), The Epistemology of Religious Experience, Cambridge University Press
- Yogani (2011), Advanced Yoga Practices – Easy Lessons for Ecstatic Living, ISBN 978-0-9819255-2-3
- Zelliot, Eleanor; Berntsen, Maxine (1980), The Experience of Hinduism: essays on religion in Maharashtra, State University of New York Press, ISBN 0-8248-0271-3

### Веб-джерела
1. ↑  Lauri Glenn (2018). What is bodhi?. Bodhi Therapeutics. Архів оригіналу за 23 жовтня 2022. Процитовано 21 травня 2020.
2. ↑  Gandhi And Mahayana Buddhism, Journal of Oriental Studies 35:2 (1996), pp. 84-105 (accessdate=2011-06-10)
3. ↑  The Complete Works of Swami Vivekananda/Volume 2/Jnana-Yoga/The Absolute and Manifestation - Wikisource. En.wikisource.org. 5 квітня 2008. Архів оригіналу за 28 червня 2011. Процитовано 10 червня 2011.
4. ↑  Timothy Conway, Neo-Advaita or Pseudo-Advaita and Real Advaita-Nonduality
5. ↑  James Swartz, What is Neo-Advaita?
6. ↑  What is Enlightenment? September 1, 2006 [Архівовано 14 квітня 2013 у Archive.is]
7. ↑  What is Enlightenment? December 31, 2001 [Архівовано 10 березня 2013 у Wayback Machine.]
8. ↑  What is Enlightenment? December 1, 2005 [Архівовано 14 квітня 2013 у Archive.is]
9. ↑  Shankara, Adi. The Crest Jewel of Wisdom. с. Ch. 1. Процитовано 28 квітня 2008.
10. ↑  Advaita Yoga Ashrama, Jnana Yoga. Introduction. Yoga108.org. Архів оригіналу за 13 січня 2013. Процитовано 10 вересня 2012.
11. ↑  Antahkarana- Yoga (definition). En.mimi.hu. Процитовано 10 червня 2011.
12. ↑  Sri Swami Sivananda, Karma Yoga
13. ↑  Bernard Faure, Chan/Zen Studies in English: The State Of The Field
14. ↑  Stanford Encyclopedia of Philosophy
15. ↑  Illumination and Enlightenment
16. ↑  Robert H. Sharf, Whose Zen? Zen Nationalism Revisited
17. ↑  Hu Shih: Ch'an (Zen) Buddhism in China. Its History and Method
18. ↑  Critical introduction by John McRae to the reprint of Dumoulin's A history of Zen
19. ↑  Nanzan Institute: Pruning the bodhi Tree
20. ↑  David Chapman: Effing the ineffable. Архів оригіналу за 6 січня 2016. Процитовано 20 листопада 2022.
21. ↑  Undivided Journal, About the Journal. Архів оригіналу за 23 серпня 2018. Процитовано 21 лютого 2013.